# Gilles de Maistre
Pour les articles homonymes, voir Maistre et Famille de Maistre (Savoie).
 (juin 2019).
Gilles de Maistre est un journaliste, réalisateur, auteur, documentariste et producteur de cinéma français, né le 8 mai 1960 à Boulogne-Billancourt.

## Biographie

### Famille
Gilles de Maistre est marié à Prune de Maistre (scénariste) et père de six enfants. Il est un des descendants du philosophe Joseph de Maistre. Il est le petit-neveu du réalisateur René Clément et le frère de Patrice de Maistre. 

### Carrière
Licencié en philosophie de l'Université Paris X Nanterre en 1983 et diplômé du Centre de formation des journalistes en 1985, où il a suivi une formation de journaliste reporter d'images, il commence par réaliser des reportages et des documentaires pour la télévision, notamment pour le compte de Sygma Télévision et de l'agence CAPA. Guerres, famines, guérillas, sans-logis, violence ou catastrophes naturelles, il fait le tour du monde pour dénoncer, alerter, informer.
Afin de gérer ses propres films, il fonde ensuite en 1990 sa première maison de production, Tetra Media, et devient réalisateur-producteur.
Son documentaire, J'ai 12 ans et je fais la guerre, produit par Canal+ et France 3, lui vaut en 1990 le prix Albert-Londres de l'audiovisuel, le prix du meilleur documentaire aux International Emmy Awards, le 7 d'Or du meilleur Grand Reportage et une dizaine d'autres prix à travers le monde. Suit une collection de documentaires, Interdit d’enfance, réalisée entre 1991 et 1994, qui est le reflet de son intention de montrer une réalité bouleversante, l'enfance massacrée dans le monde entier. Par le biais d’une succession de portraits poignants d’enfants sans enfance, qu’ils soient soldats, délinquants, emprisonnés, surdoués ou surprotégés, il réalise son ambition de faire des « films vérités » avec une réelle sensibilité et invente une nouvelle façon de faire du documentaire. En 1999, ses premiers documentaires Sans domicile fixe et Banlieue, tournés en 1987 et 1988, cosignés avec Hervé Chabalier, sont sélectionnés sur Planète parmi les « 20 meilleurs grands reportages des dix dernières années ».
Il réalise son premier long-métrage cinéma, Killer Kid, en 1994, qui obtient le prix du public et le Prix Cannes Junior au Festival de Cannes, avant de passer à la production pour les films Bouge ! (1997) et Dissonances (2003) de Jérôme Cornuau ainsi que pour des téléfilms (Le Chant de l'homme mort en 1998 et Premières Neiges de Gaël Morel en 1999) et des séries télévisées comme Le Lycée ou Brigade des Mineurs de Miguel Courtois.
En 2001, il tourne son deuxième long métrage, Féroce, avec Samy Naceri et François Berléand, dont la sortie à l'occasion de l'élection présidentielle française de 2002 provoque des plaintes et des procès de Jean-Marie Le Pen, que ce dernier perd.
En parallèle, il ne cesse de produire et réaliser des documentaires, dont des feuilletons-documentaires comme Et plus si affinités pour Arte (20 × 26 min), À la maternité pour France 3 (10 × 26 min), ou L'Hôpital des enfants pour M6 (20 × 52 min). Pour cela, en 2004, il crée une nouvelle société de production, Mai Juin Productions, après avoir vendu Tetra Média. Il se lance aussi dans la production et la réalisation de son troisième long-métrage pour le cinéma : un tour du monde des naissances, intitulé Le Premier Cri, qui sort en salle en 2007 et est nommé au César du meilleur film documentaire.
En 2009, il obtient le Prix spécial du jury au Festival de la fiction TV de La Rochelle, pour son premier téléfilm réalisée pour Arte, Grands Reporters, tourné durant la guerre du Tchad. Avec ce film, il invente une nouvelle façon de réaliser de la fiction, en la plongeant dans le vrai monde. Depuis, il développe ce style, cette nouvelle façon de faire, appelée « fiction dans le réel », dans des univers très différents. D'abord en Corée du Nord avec Voir le pays du matin calme pour Arte, puis en 2012 pour France 2 dans la forêt amazonienne avec Jusqu'au bout du monde, et enfin en 2014 en Israël, avec Trois mariages et un coup de foudre, une comédie pour France 2.
Entre 2009 et 2012, il brosse aussi le portrait intime de célébrités (Jane Birkin, Bernard Arnault, Stéphane Guillon), parallèlement aux portraits saisissants d’enfants qu'il réalise pour France 2, France 3 et France 5 avec les documentaires Adopte-moi, Petits Princes ou Alerte enfants disparus. Les enfants ne cessent de l'inspirer.
Entre 2012 et 2018, il lance un nouveau label, Outside Films pour y réaliser des documentaires (Dans la peau d'un chômeur de plus de 50 ans, L'Homme qui murmure à l'oreille des lions...), une fiction pour France 2 (Trois mariages et un coup de foudre) et des séries (Coup de jeune en cuisine, CQFG absolument).
En 2015, il commence la production et la réalisation de deux longs-métrages. Le premier, tourné en Afrique du Sud, Mia et le Lion blanc, est une fiction qui raconte l'amitié entre une petite fille et un lion. Mia va jusqu'à s'enfuir avec lui et traverser l'Afrique du Sud pour le sauver des chasseurs. Co-produit avec Jacques Perrin (Galatée) et Studio Canal, ce film international en anglais, a nécessité trois ans de tournage sans trucages pour s'appuyer sur la vraie relation entre l'actrice et le fauve. Le film est sorti en salle le 26 décembre 2018, a réalisé 1.500.000 entrées en France, et est devenu le plus gros succès français à l'étranger de 2019 avec plus de 6 millions d'entrées. Mia et le Lion blanc a aussi obtenu de nombreux prix à travers le monde, dont le prestigieux Prix Louis Delluc junior ou le prix du jury à Mon Premier Festival. Le second projet est un documentaire pour le grand écran. Co-produit avec Pathé, La Quête d'Alain Ducasse, est un tour du monde de la gastronomie, dans les pas du grand chef ; le film est sorti en France le 11 octobre 2017.
En 2018, sa société Mai Juin Productions s'associe avec le groupe audiovisuel de Pierre-Antoine Capton, Xavier Niel et Matthieu Pigasse, Mediawan, pour développer une ligne éditoriale ambitieuse. Gilles de Maistre y produit et y tourne notamment depuis deux ans, un long-métrage co-produit avec StudioCanal : Le Loup et le Lion, une grande aventure familiale dont l'action se situe au Canada. Il raconte l'amitié improbable entre les deux grands prédateurs mythiques du cinéma. Recueillis par une jeune pianiste qui va les élever, un lionceau et un louveteau vont se rencontrer et grandir ensemble pour la première fois dans un film. Sorti le 13 octobre 2021 il réalise 1,2 million d'entrée en France et dépasse les 3 millions d'entrée dans le monde. Le Loup et le Lion est entrée dans le Top 10 des films aux États-Unis au moment de sa sortie. En mars 2018, il commence aussi le tournage d'un documentaire destiné au cinéma, Demain est à nous, qui est un tour du monde des enfants militants, engagés, qui se battent aux quatre coins de la planète soit contre l'injustice, soit contre les souffrances dont ils sont victimes. Co-produit avec Echo Studio, ce film est sorti en salle par Apollo Films le 25 septembre 2019. En 2022, il réalise son nouveau film: Le Dernier Jaguar, co-produit à nouveau avec Studio Canal. Ce film dénonce le trafic des animaux dans le monde et la déforestation en Amazonie à travers une comédie d'aventure familiale et sortira le 7 février 2024.  
En 2023, il est en tournage d'un film en Chine, Moon le Panda, co-produit pour la première fois avec Gaumont. Le film sort le 9 avril 2025. 
En 2024, il quitte Mediawan et développe plusieurs films avec sa nouvelle société de production, Rêve. Un premier film avec Pathé en tournage en 2025, Melody pour un ours. Un second avec Studio Canal, Les yeux de Happy, prévu en 2026. 

## Filmographie

### En tant que réalisateur et producteur de cinéma et fiction
- 1994 : Killer Kid (cinéma)
- 2001 : Féroce (cinéma)
- 2007 : Le Premier Cri (cinéma)
- 2009 : Grands Reporters (téléfilm)
- 2011 : Voir le pays du matin calme (téléfilm)
- 2012 : Jusqu'au bout du monde (téléfilm)
- 2014 : Trois mariages et un coup de foudre (téléfilm)
- 2017 : La Quête d'Alain Ducasse (cinéma)
- 2018 : Mia et le Lion blanc (cinéma)
- 2019 : Ces Enfants qui Sauvent le Monde/Demain est à Nous (cinéma)
- 2020 : Big Five (téléfilm)
- 2021 : Le Loup et le Lion (cinéma)
- 2024 : Le Dernier Jaguar (cinéma)
- 2025 : Moon le panda (cinéma)
- 2026 : L'enfant du désert (cinéma)

### En tant que réalisateur et producteur de documentaires
- 1987 : Sans domicile fixe (Canal + et France 3) 52 min
- 1988 : Banlieue (Canal + et France 3) 52 min
- 1990 : J'ai 12 ans et je fais la guerre (Canal+ et France 3) 52 '
- 1990-1993 : Interdit d'enfance (Canal +/TF1/France 3): J’ai 12 ans et je fais la guerre... / L’Enfance sous les verrous / J’ai 9 ans et je travaille... / Golden Babies et Les Petits Mozart 5 × 52 min
- 1993 : À qui profite la cocaïne ? (réalisé avec Mylène Sauloy ; France 2) 2 × 52 min
- 2001 : Raphaëlle au Pays des Miss (Arte) 90 min
- 2001 : Au pays des Miss (Arte) 5 × 26 min
- 2001 : Samy intime (Canal +) 52 min
- 2002 : Le Marché de la misère (France 3) 95 min
- 2002 : Les Trottoirs de l'Asie (France 3) 52 min
- 2004 : À la maternité (France 3) 10 × 26 min
- 2004 : La Citadelle Europe 2004 (Arte/BBC) 60 min
- 2005 : La Misère à 20 ans (Canal +) 52 min
- 2005 : L'Hôpital des enfants (M6) 20 × 52 min
- 2006 : Urgence enfants (France 3) 4 × 52 min
- 2007 : Les Chirurgiens de l'espoir (M6) 20 × 52 min
- 2008 : JB à la recherche de l'amour de Gilles de Maistre et Romain Hamdane (France 3) 6 × 52 min
- 2008 : Les Alchimistes aux fourneaux (Arte) 3 × 52 min
- 2009 : Adopte-moi (France 3 / France 5) 4 × 52 min
- 2010 : Empreintes Jane Birkin (France 5) 52 min
- 2011 : Petits Princes (France 2 / France 3) 3 × 52 min et 1 × 90 min
- 2012 : Bernard Arnault, l'enfance est un destin, de Gilles de Maistre et Guillaume Durand (France 5) 52 min
- 2012 : Alerte enfants disparus (France 2) 90 min
- 2012 : En mai 2012, Stéphane Guillon s’en va aussi... (Canal +) 90 min
- 2013 : Jambons d'exception, pour le meilleur et pour le pire (France 5) 52 min
- 2013 : L'Homme qui murmure à l'oreille des lions (France 2) 52 min
- 2013 : Coup de jeune en cuisine (Cuisine +) 8 × 40 min
- 2013 : Dans la peau d'un chômeur de plus 50 ans (France 5) 52 min
- de 2014 à 2017 : Luberon, Baie de Somme, Calanques, Ardèche (France 5) 4 × 52 min
- 2014 : Ce qu'il faut goûter absolument (Cuisine +) 50 × 13 min et 10 × 52 min
- 2015 : Escroqueries sentimentales, mode d'emploi (France 5) 52 min
- 2015 : L'animal est une personne, écrit par Franz-Olivier Giesbert[3] (France 3) 90 min
- 2017 : Famille nombreuse, une école de la vie (France 4) 90 min

### En tant que réalisateur de publicités
- Mac Donald. 2000. 4 × 30 s
- Police Nationale. Campagne de recrutement 2000. 30 secondes.
- Police Nationale. Campagne de recrutement 2001. 30 secondes.
- AXA. 2001. 3 × 40 s
- Unicef. 2002. 2 × 40 s
- Office du tourisme israélien. 2012. 8 × 1 min 30 s

### En tant que producteur de cinéma et fiction
- 1997 : Bouge ! de Jérôme Cornuau
- 1998 : Le Chant de l'homme mort, téléfilm de Jérôme Cornuau (M6)
- 1999 : Premières Neiges, téléfilm de Gaël Morel (Arte)
- 2003 : Dissonances de Jérôme Cornuau (Arte)
- 2001 : Le Lycée, série télévisée de Miguel Courtois 12 × 52 min
- 2002 : Brigade des Mineurs, série télévisée de Miguel Courtois 6 × 52 min

## Publication
- Interdit d'enfance, avec Marie-Claire de Maistre, Canal + Editions /Albin Michel, 1992

## Distinctions
- International Emmy Award 1990 : meilleur documentaire (non américain) pour J'ai 12 ans et je fais la guerre
- 7 d'Or 1990 : meilleur Grand Reportage pour J'ai 12 ans et je fais la guerre
- une dizaine d'autres prix à travers le monde pour J'ai 12 ans et je fais la guerre
- Festival de la fiction TV de La Rochelle 2009 : Prix spécial du jury pour Grands Reporters
- César 2008 : nomination au César du meilleur film documentaire pour Le Premier Cri
- Prix Louis Delluc junior 2019 pour Mia et le Lion Blanc
- Prix du jury à Mon Premier Festival pour Mia et le Lion Blanc